# Confine tra Ciad e Niger
Il confine tra il Ciad e il Niger descrive la linea di demarcazione tra questi due stati. Ha una lunghezza di 1.175 km.

## Caratteristiche
Il confine riguarda la parte nord-occidentale del Ciad e quella orientale del Niger. Ha un andamento generale da nord verso sud.
Inizia alla triplice frontiera tra Ciad, Libia e Niger e termina alla triplice frontiera tra Ciad, Niger e Nigeria.